# Nativa FM Joinville
Nativa FM Joinville é uma emissora de rádio brasileira sediada em Joinville, cidade do estado de Santa Catarina. Opera no dial FM, na frequência 103,1 MHz, e é afiliada à Nativa FM. De propriedade do empresário Irineu Machado, integra o Grupo Irineu de Comunicação, que controla a TV da Cidade, o Jornal da Cidade e afiliadas da Nativa FM em Ilhota e Tubarão. A emissora foi inaugurada como Floresta Negra FM pelo radialista Marco Antonio Peixer, em 1979.

## História
A 103.1 MHz foi inaugurada em 1979 pelo radialista e empresário Marco Antonio Peixer e era nomeada Floresta Negra FM. Por 11 anos consecutivos, a emissora liderou a audiência em Joinville com sua programação popular. Em 2005, sob iniciativa de Ana Paula Peixer, a emissora investe na radionovela Chilli Magazine, uma crítica humorística com a cultura joinvilense.
Em 2007, a emissora entra em declínio na audiência e é repassada para sua filha, Ana Paula Peixer. Sob nova gestão, a emissora passa por profundas mudanças e em 10 de dezembro de 2008, é relançada com o nome Mais FM. A mudança não trouxe êxito para a emissora e ela já aparecia em quarto lugar em audiência em pesquisa de agosto de 2010.
Em 2014, a emissora passa por uma reformulação e adotou o nome 103 FM. A mudança artística da emissora visava tornar a programação musical mais popular (com enfoque na música sertaneja) e, com isso, aproximar-se dos ouvintes. A nova programação entrou no ar em 4 de abril de 2014. Aos poucos, a rádio passa a contar também com atrações jornalísticas e um programa esportivo, comandada por uma equipe terceirizada.
Em 27 de março de 2015, a direção da 103 FM assina contrato de afiliação com a Nativa FM para a estreia de afiliada com previsão de estreia para o mês seguinte. No mesmo dia, é publicado na coluna do jornalista Luiz Veríssimo a informação de que a direção da 103 FM iria encerrar os programas terceirados em 25 de abril. Havia a possibilidade da emissora ser arrendada ou vendida para o Grupo Barriga Verde. Naquele momento, a rádio possuía uma considerável dívida e duas condenações em processos por danos morais. A Nativa FM Joinville entrou no ar oficialmente às 18h de 27 de abril de 2015, com apresentação para toda a rede no Hora Mais Peão. No mesmo dia, foi celebrado um coquetel no Joinville Square Garden para promover a inauguração da nova afiliada.
Em dezembro de 2015, a Nativa FM Joinville passa a ser assumida pelos empresários Irineu Machado e Sandro Aurélio, tendo como diretor-executivo Lúcio Mauro Nedel. Com a nova programação, a 103.1 MHz voltou a assumir a liderança entre as rádios de Joinville em novembro de 2017.